# Тольмедзо
Тольме́дзо, Тольмеццо (итал. Tolmezzo) —  город в Италии, располагается в области Фриули-Венеция-Джулия, в провинции Удине.
Население составляет 10673 человека (2008 г.), плотность населения составляет 162 чел./км². Занимает площадь 66 км². Почтовый индекс — 33028. Телефонный код — 0433.
Покровителем коммуны почитается святитель Мартин Турский, празднование 11 ноября.

## Демография
Динамика населения:

## Администрация коммуны
- Официальный сайт: http://www.comune.tolmezzo.ud.it